# Hami Mandıralı
Hami Mandıralı (Arsin, Turquía, 20 de julio de 1968) es un entrenador de fútbol y exfutbolista turco. Como jugador se desempeñaba como mediapunta o segundo delantero. Jugó casi toda su carrera en el Trabzonspor y estuvo considerado uno de los jugadores turcos más talentosos de su época.

## Carrera como entrenador
Entre 2008 y 2010 fue el entrenador de la sección sub-21 de la selección de fútbol de Turquía.

## Clubes
| Club          | País     | Año       | Partidos | Goles |
| Trabzonspor   | Turquía  | 1987-1998 | 334      | 174   |
| FC Schalke 04 | Alemania | 1998-1999 | 22       | 3     |
| Trabzonspor   | Turquía  | 1999-2002 | 82       | 38    |
| Ankaragücü    | Turquía  | 2002      | 8        | 1     |

## Logros
- Tercer máximo goleador de la Süper Lig de Turquía.
- Es el jugador con más participaciones con la camiseta del Trabzonspor, con 558 partidos.
- Es el jugador que más goles ha marcado en competiciones europeas con el Trabzonspor.
- Marcó el gol más rápido de la historia del fútbol, a 266 km/h.

- Datos: Q1151281
- Multimedia: Hami Mandıralı / Q1151281